# Honeycomb Glacier (glaciär i Antarktis)
Honeycomb Glacier är en glaciär i Antarktis. Den ligger i Östantarktis. Nya Zeeland gör anspråk på området. Honeycomb Glacier ligger 10 meter över havet.
Terrängen runt Honeycomb Glacier är varierad.  Trakten är obefolkad. Det finns inga samhällen i närheten.